# 3730 Hurban
3730 Hurban је астероид главног астероидног појаса. Приближан пречник астероида је 26,38 ,
а средња удаљеност астероида од Сунца износи 2,725 астрономских јединица (АЈ).
Инклинација (нагиб) орбите у односу на раван еклиптике је 6,960 степени, а орбитални период износи 1643,170 дана (4,498 године). Ексцентрицитет орбите астероида износи 0,164.
Апсолутна магнитуда астероида износи 11,80 а геометријски албедо 0,048.
Астероид је откривен 4. децембра 1983. године.